# Нема предаје
Нема предаје је осамнаести студијски албум Парног ваљка. „Нема предаје” је први дупли студијски албум „Парног ваљка” и представља комбинацију песама са претходног албума „Стварно нестварно”, на који је додато пет потпуно нових. Укупно – 12 студијских и 6 живих песама – снимљених на концертима у загребачкој „Арени“ (11. новембра 2011) и београдском „Сава центру“ (март 2012). Ту је и ДВД под називом "Из рупе без шминке", који бенду нуди на длану - од проба и припрема пре снимања и наступа.

## Постава
- Вокал - Аки Рахимовски
- Гитаре, вокал - Маријан Бркић Брк
- Клавијатуре - Берислав Блажевић Беро
- Бас гитара, вокал - Зорислав Прексавец Прекси
- Бубњеви – Дадо Маринковић
- Гитаре, вокал - Хусеин Хасанефендић Хус
- Пратећи вокал - Тина Кресник
- Бубњеви на 3-7 и бонус диск 8 - Дамир Шомен

### Остало
- Извршни продуцент - Дарко Хлупић
- Фотографије - Брајан Рашић
- Дизајн - Ана Николић Баће